# Guilliam van Nieuwelandt
Guilliam van Nieuwelandt, né à Anvers en 1584, et mort à Amsterdam en 1635, est un peintre, graveur, poète et dramaturge de pièces à thèmes bibliques et historiques, ayant vécu et travaillé aux Pays-Bas méridionaux et septentrionaux,.

## Biographie

### Famille

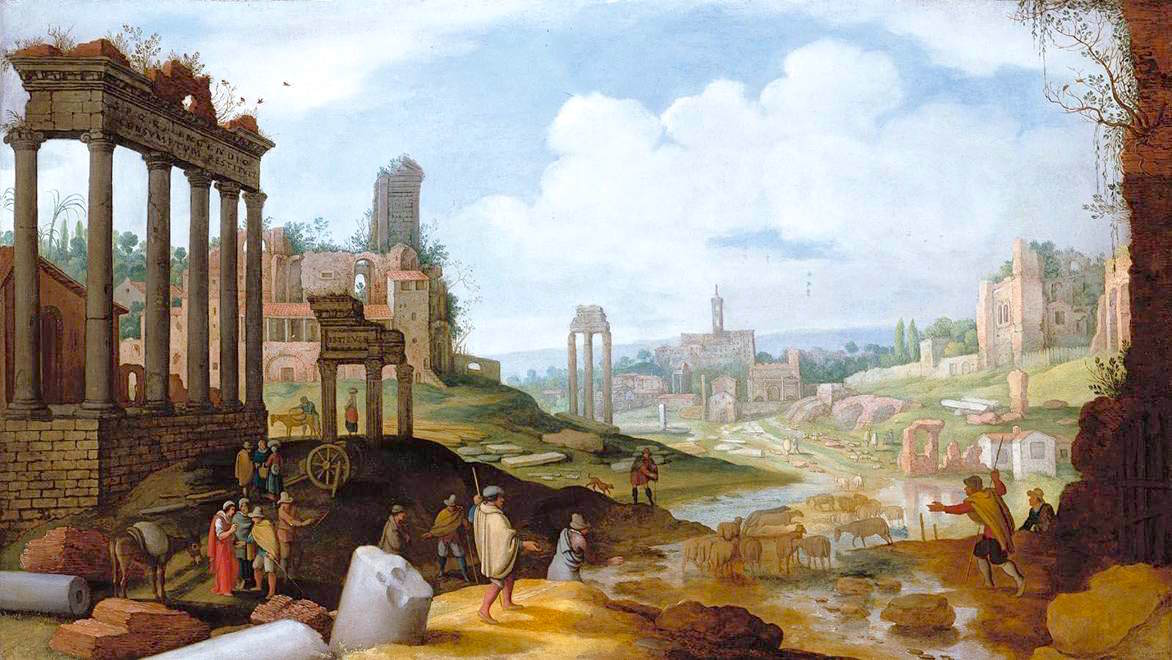
Vue sur le Forum Romanum, de Guilliam van Nieuwelandt, vers 1601-1604, huile sur cuivre, collection particulière

Il était membre d'une famille d'artistes, dont le premier représentant connu est un certain Jacob van Nijeulandt, inscrit comme bourgeois d'Anvers en 1561. Un des quatre enfants de celui-ci, Willem van Nieulandt (1533-1596), épousa Adriana Nouts (mort en 1608), avec qui il eut trois fils : Willem l'Ancien (1560-1626), Joris (1561-1626) et Adriaen (mort en 1603). Willem l'Ancien était le premier peintre de la famille. Il vécut et travailla comme peintre et dessinateur à Rome, où il était connu sous le nom italianisé Guglielmo Terranova. Il devint membre de l'Accademia di San Luca de cette ville en 1604. Son frère Adriaen était un marchand ambulant de plumes qui s'établit avec sa famille à Amsterdam en 1589, probablement en raison de ses convictions calvinistes. Les fils d'Adriaen – Guilliam le Jeune (ou II), Adriaen le Jeune et Jacob – devinrent tous des peintres,.

### Éducation
Guilliam le Jeune fut peut-être reçu comme élève chez Jacob Savery I en 1599, et, selon Houbraken, aussi par Roeland Savery en 1594, après l'établissement de sa famille à Amsterdam, au plus tard en 1589, à la suite de la prise de la ville républicaine d'Anvers par Alexandre Farnèse. En automne 1601, il partit pour Rome, où il travailla dans l'atelier de son oncle Willem l'Ancien jusqu'en 1603. Il entra en apprentissage chez Paulus Bril à Rome en 1604,.

### Poorter, peintre et poète

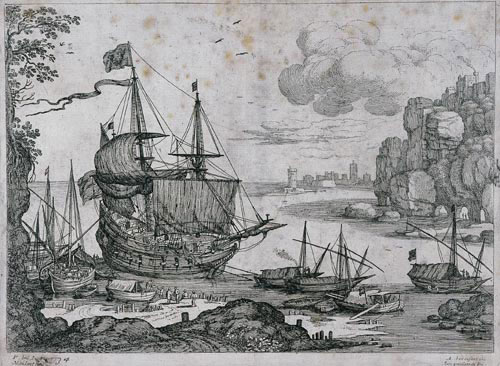
Vue d'un port, de Guilliam van Nieuwelandt, estampe d'après Paulus Bril, vers 1610

Lors d'un court séjour à Amsterdam, à partir de 1604,, il se maria, le 11 février 1606, avec Anna Hu[y]staert, après quoi il revint à Anvers, selon Houbraken en 1607,, bien qu'il fût déjà poorter ou bourgeois de cette ville depuis le 13 avril 1606 et qu'il y eût été admis fils de maître de la guilde de Saint-Luc la même année,. En outre, encore à cette époque, les documents d'archives nous informent de l'acceptation dans son atelier d'un apprenti, nommé Pierre Hermans.
Le 26 février 1611, sa femme donna naissance à une fille qui deviendra poétesse,.
Lorsque, le 24 septembre 1615, la chambre de rhétorique De Olijftak reprit ses activités, longtemps suspendues par l'autorité,,, Van Nieuwelandt fut cofondateur de cette société reconstituée. Ses tragédies Savl et Livia seront représentées respectivement en 1616 et en 1617 par cette chambre, au sein de laquelle il occupa, jusqu'à cette dernière année, la position d'ancien (ouderman) ou de doyen, écrivant sous un nom de plume sous forme d'anagramme (Dient uwen al, soyez utile), avant de quitter cette société vers 1620 pour se mettre au service des Violieren, apparemment sans jamais devenir membre de cette compagnie.
Avec son refrain (=genre de ballade) Den lof der deucht (L'Éloge de la vertu), repris plus tard dans le recueil De schadt-kiste der philosophen ende poeten (Le Trésor des philosophes et des poètes), de 1621, il remporta, en 1620, le premier prix à la fête du Blason, organisée par la chambre de rhétorique malinoise De Peoene ,.
Le 1er mai 1624, deux corporations, celle de la chambre de rhétorique De Violieren (La Giroflée) et celle de la guilde de Saint-Luc, représentèrent ensemble son Ægyptica.
Le 5 septembre 1628, sa fille se maria avec le peintre Adriaen van Utrecht dans l'église de Saint-Georges. C'est dans la même église que, le 13 juin 1628, Van Nieuwelandt avait assisté comme témoin au mariage du peintre Simon de Vos avec la sœur de Van Utrecht. La même année, la première jurande déclama la pièce intitulée Salomon de Van Nieuwelandt, en tête de laquelle il mit, le 8 septembre 1628, une préface, rédigée à Anvers.

### Amsterdam et les dernières années
On ignore pourquoi il abandonna de nouveau sa ville natale mais, après mai 1629, il quitta celle-ci pour Amsterdam, et il data, de cette ville, au mois de juillet, la dédicace de deux pièces qu'il y fit imprimer. Il publia encore une tragédie dans l'année où il rédigera également son testament, le 24 octobre 1635. Il serait mort peu après, comme nous l'apprend la légende de son portrait gravé par Joannes Meyssens et publié dans l'ouvrage de Cornelis de Bie.
Si le prêtre et poète Justus de Harduwijn fit encore l'éloge de Van Nieuwelandt après la représentation de son Savl en 1616 par la chambre De Olijftak (Le Rameau d'olivier), à partir du milieu du XVIIe siècle, pourtant, peu à peu, sa renommée s'éteint, mais il sera redécouvert au cours du XIXe siècle. Sophonisba sera considérée comme sa meilleure pièce,.

## Œuvre

### Œuvre pictural
En tant que peintre et graveur d'eaux-fortes, il est un épigone des maîtres de l'école italienne. Son séjour en Italie aurait presque dépaysé son imagination ; dans la ville des papes, il s'occupe surtout à copier les ruines des monuments antiques, les arcs de triomphe, les colonnes rompues, les bains publics, les cirques abandonnés, les temples déserts, les vieux tombeaux, sinon, des refuges similaires de chouettes et de chauves-souris, ou des cavernes creuses à l’écho retentissant ; ces édifices étrangers ornent un grand nombre de ses paysages. Son genre d'exécution rappelle beaucoup moins Savery que Bril. Son coloris est naturel et cependant original ; on vante la fermeté, la hardiesse de sa touche, et ses figures ne manquent pas de mérite.
Il s'occupe aussi d'enluminure et il grave à l'eau-forte, diffusant ainsi ses œuvres par ses propres gravures sur cuivre. Il copie soixante vues d'Italie d'après ses propres tableaux et dessins, mais aussi d'après ceux de Bril.
Cornelis de Bie, qui exalte beaucoup son talent dans son Gulden cabinet, fait un bel éloge descriptif des tableaux de Van Nieuwelandt.

### Œuvre littéraire

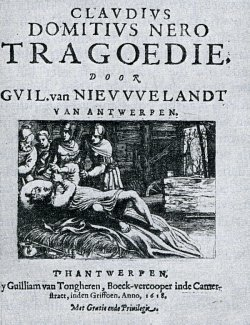
Frontispice de la pièce Clavdivs Domitivs Nero, tragédie de Guilliam van Nieuwelandt, publiée par le libraire Guilliam van Tongheren à Anvers en 1618

Aux Pays-Bas méridionaux, Van Nieuwelandt est le représentant le plus important de la tragédie classique dans l'esprit de Sénèque ; toutefois, ses pièces, caractérisées par des atrocités, des assassinats, des scènes de sacrifice, des apparitions de fantômes, des allégories, des rêves et des événements prémonitoires, ne résistent pas à la comparaison avec celles des meilleurs auteurs de ce genre aux Pays-Bas septentrionaux. Les tragédies, pour la plupart écrites en alexandrins (entre autres Livia, ou Livie, de 1617 ; Ægyptica ofte Ægyptische tragœdie van M. Anthonius en Cleopatra, ou l’Égypte, ou la tragédie égyptienne de Marc Antoine et de Cléopâtre, de 1624 ; Sophonisba Aphricana, ou Sophonisbe africaine, de 1626, de 1635 et de 1639), ont trois actes, mais les trois unités font défaut. Le style est rhétorique, prolixe, voire pathétique. Outre Sénèque, Robert Garnier (par exemple Les Juifves) et Hooft (entre autres Geeraerdt van Velsen) ont exercé une forte influence sur lui.
Van Nieuwelandt diffère de son modèle Sénèque par les éléments traditionnels qu'il maintient, tels que les danses, intermèdes et personnages allégoriques. Il se préoccupe peu de créer une convergence entre le temps, l'espace et l'acte. Parcimonieusement, il emploie des éléments comiques. Les pièces abondent en personnages. Il relègue les rôles caractéristiques de nourrice et de domestique au second plan, préférant l'action sur la narration des événements,.
Ses contemporains ont beaucoup apprécié son œuvre, qui se situe quelque part entre l'art des rhétoriciens et le classicisme.
Dans les pièces de Van Nieuwelandt, les personnages incarnent toutes sortes de passions portées à l'extrême, plus encore que dans les drames de Sénèque et de Hooft. Il connaît le ton oratoire et parfois pathétique, et il suit Sénèque lorsque celui-ci préfère les questions, les exclamations, les apostrophes, les répétitions, les antithèses, les énumérations, les jeux de mots, les parallélismes, l’emploi de la stichomythie et les sentences. Cependant, il ne le suit plus dans la prédilection pour les longues descriptions scientifiques ou géographiques de la nature. Selon Knuvelder, dans ce qu'il imite, aussi bien que dans ce qu'il évite, Van Nieuwelandt fait preuve d'un sens prononcé pour le dramatisme, parfois appliqué jusqu'à l'excès, qui donne lieu à des drames « d'horreur et de démesure ».
Van Nieuwelandt est puriste dans son langage. Il sait concilier son christianisme catholique équivoque avec une conception particulièrement stoïque du monde. Un poème didactique verbeux en alexandrins respire le même esprit : Poëma vanden Mensch (Poème de l'homme, de 1621), une adaptation de Het leven en sterven ben ick genaemt (On m'appelle la vie et la mort, de 1597) de Jeronimus van der Voort. Dans ce Poëma, écrit sur les instances de son ami, l’humaniste Franciscus Sweertius, et que celui-ci loue dans une pièce en vers latins, Van Nieuwelandt se montre un fervent partisan et propagateur des idées stoïciennes.

#### Œuvre

##### Tragédies
- (nl) Savl : tragœdie (Saül : tragédie), 1614[3], publiée en 1617 par G. van Tongheren[4],[8] ;
- (nl) Livia : tragœdie (Livie : tragédie), G. van Tongheren, 1617[4],[8] ;
- (nl) Clavdivs Domitivs Nero : tragœdie (Claude Domitien Néron), Guilliam van Tongheren, libraire de la Camerstraet, à l'enseigne du Griffon, Anvers, 1618[4],[8] ;
- (nl) Ægyptica : ofte Ægyptische tragœdie van M. Anthonivs en Cleopatra: Op den regel VVanhoop, nijdt, en dwaes beminnen, Reden, deught en eer verwinnen (L'Égypte, ou la Tragédie égyptienne de Marc Antoine et de Cléopâtre, sur la phrase : le désespoir, l'envie et la stupidité aiment ; la raison, la vertu et l'honneur l'emportent), Gvilliam van Tongeren, dans la Camerstraet, à l'enseigne du Griffon, Anvers, 1624[4],[8] ;
- (nl) Salomon : tragœdie: Op den reghel, Godt smijt den Hooghmoet neer, en cort den dvvaes sijn leven, Den mensch die ned'rich is, vvordt door den Heer verheven (Salomon, tragédie sur la phrase : Dieu punit l'orgueil et écourte la vie du sot ; représentée à la chambre de rhétorique De Violieren), Hendrick Aertssens, dans la Camerstraet, à l'enseigne du Lys blanc, Anvers, 1628[4],[8] ;
- (nl) Ierusalems verwoestingh door Nabuchodonosor : treur-spel op den Regel: Des droeven onderganck van Zedechias thoont, Hoe Godt d'ondanckbaerheyt en ongetrouwheyt loont (La Destruction de Jérusalem par Nabuchodonosor, tragédie sur la phrase : la chute douloureuse de Zédécias montre comment Dieu rétribue l'ingratitude et la déloyauté), A. Jacobsz., 1635-1639[4],[8] ;
- (nl) Treur-spel van Sophonisba Aphricana : op den Regel: Wie dat hem self verwint, bethoont veel grooter kracht, Dan die van steden groot, de mueren breekt met macht (Tragédie de Sophonisbe africaine, sur la phrase : qui se surmonte soi-même, fait preuve de plus de force, que font ceux qui brisent les murs des grandes villes avec leur pouvoir), 1635, imprimé chez broer Jansz., Amsterdam, 1639[4],[8] (vraisemblablement déjà écrite avant 1623 et adaptée et rééditée en vue de la publication en 1635)[3].

##### Poésie
- (nl) Elegia op de Doodt des Alderdoorluchtichsten ende Hooghgheboren Vorst Alberti, Ertzhertoghe van Oostenriick, Hertoghe van Borgondien, van Lothringhen, overleden den XIII Julii Anno M.DC.XXI (œuvre de circonstance : Élégie sur la mort du sérénissime et noble prince Albert, archiduc d’Autriche, duc de Bourgogne, de Lorraine, mort le 13 juillet 1621), Anvers, 1621[4],[8] ;
- (nl) Poëma vanden Mensch inhoudende d'ijdelheydt des werelts, d'ellende des leuens, ende ruste des doodts (Poème de l'homme, comprenant la vanité du monde, la misère de la vie, et le repos de la mort), poème didactique, G. van Tongheren, Anvers, 1621[4],[8] ;
- (nl) Sonnet ter eeren heer Wilhelm vander Elst, priester pastor van Bouchaute, op syn boeck verscheyden personnen toegeschreven (Sonnet en l'honneur du prêtre Wilhelm vander Elst), éloge publié en 1634 dans un recueil de poèmes de celui-ci.